# Clarence (Leie)
Die Clarence ist ein Fluss in Frankreich, der im Département Pas-de-Calais in der Region Hauts-de-France verläuft. Sie entspringt im Gemeindegebiet von Sains-lès-Pernes. Die Clarence entwässert generell in nordöstlicher Richtung und mündet nach rund 33 Kilometern bei Calonne-sur-la-Lys als rechter Nebenfluss in die sogenannte Vieille Lys, die nach rund zwei Kilometer in die kanalisierte Leie (franz.: Lys) einmündet. Bei Robecq unterquert sie den Canal d’Aire, einen Teilabschnitt des Großschifffahrtsweges Dünkirchen-Schelde.

## Orte am Fluss
- Sachin
- Pernes
- Calonne-Ricouart
- Marles-les-Mines
- Lapugnoy
- Chocques
- Gonnehem
- Calonne-sur-la-Lys